# Grzegorz Kwieciński
Grzegorz Kwieciński (ur. 13 lutego 1957 w Lublinie) – artysta plastyk, twórca plakatów teatralnych i scenografii, reżyser teatralny, specjalizujący się w przedstawieniach lalkarskich, dyrektor kilku teatrów lalkarskich w Polsce, twórca autorskiego Teatru Ognia i Papieru.

## Życiorys

### Edukacja
W 1977 ukończył Państwowe Liceum Sztuk Plastycznych w Nałęczowie. Studiował na Uniwersytecie Marii Curie-Skłodowskiej w Lublinie na kierunku wychowanie plastyczne, specjalizacja – grafika w pracowni Danuty Kołwzan-Nowickiej. Dyplom magistra sztuki otrzymał w 1981 r. W 1985 ukończył studia na PWST w Warszawie (obecnie: Akademia Teatralna im. Aleksandra Zelwerowicza), Wydział Reżyserii Teatru Lalek w Białymstoku.

### Działalność teatralna
W latach 1984–1989 był dyrektorem artystyczny Teatru Lalki i Aktora im. A. Smolki w Opolu. Był dyrektorem XII, XIII i XIV Ogólnopolskiego Festiwalu Teatrów Lalek w Opolu. W latach 1990–1993 był dyrektorem naczelnym i artystycznym Teatru Lalki i Aktora „Pinokio” w Łodzi. W 1993 r. pełnił funkcję dyrektora polskiej edycji Międzynarodowego Festiwalu Teatrów Lalkowych Krajów Nadbałtyckich w Łodzi. Do 2001 r. był członkiem Rady Artystyczno-Programowej Teatru Lalek Rabcio w Rabce–Zdroju.
Od 1978 r. Grzegorz Kwieciński prowadzi autorski, plastyczny Teatr Ognia i Papieru, w którym zrealizował 14 spektakli. Teatr Ognia i Papieru prezentował swoje spektakle na wielu festiwalach teatralnych w Polsce i na świecie, odbywając ponad 80 artystycznych podróży zagranicznych.
W latach 1994–2002 był dyrektorem Miejskiego Ośrodka Kultury w Pabianicach.
Grzegorz Kwieciński od swojego debiutu teatralnego w 1982 r. w Białostockim Teatrze Lalek, jest autorem około 70 realizacji teatralnych (reżyseria, scenografia, adaptacje teatralne) w teatrach lalkowych i dramatycznych.

### Nauczanie
W latach 1985–1993 był wykładowcą Akademii Teatralnej w Warszawie na Wydziale Sztuki Lalkarskiej w Białymstoku. W 1999 r. przebywał na stypendium rządu panamskiego w Panamie, gdzie był wykładowcą w tamtejszej szkole teatralnej. W 2003 i 2006 roku był stypendystą Ministerstwa Kultury i Dziedzictwa Narodowego.

### Twórczość plastyczna
Jako artysta plastyk Grzegorz Kwieciński wystawiał swoje prace – przede wszystkim plakaty teatralne – na wielu wystawach indywidualnych i zbiorowych (m.in.: Międzynarodowe Biennale Plakatu w Warszawie, Biennale Plakatu Polskiego w Katowicach, Międzynarodowe Biennale Plakatu Teatralnego w Rzeszowie). W 2006 roku w Muzeum Archeologicznym i Etnograficznym w Łodzi miał swoją retrospektywną wystawę Magia Lalki – Teatr Grzegorza Kwiecińskiego.

## Członkostwo w organizacjach
Przyjęty do Związku Polskich Artystów Plastyków w 1982 r. Od 1991 do 2007 był członkiem zarządu sekcji polskiej Światowej Organizacji Artystów Teatru Lalek (POLUNIMA). W latach 1995–1999 był wiceprezesem, zaś od 2001 jest przewodniczącym komisji rewizyjnej tej organizacji.
Współzałożyciel Fundacji im. Jana Dormana w Będzinie, członek Rady Fundacji.

## Nagrody
- III nagroda na 25 Jarmarku Poezji w Rzeszowie, 1978
- nagroda w Międzynarodowym konkursie poetyckim im. Pablo Nerudy w Pradze, 1980
- wyróżnienie za twórcze poszukiwania w spektaklu Ptak Teatru Ognia i Papieru – Międzynarodowy Festiwal Lalkarzy w Białymstoku, 1980
- I nagroda za reżyserię spektaklu Szewczyk Dratewka w Teatrze Lalki i Aktora w Opolu – XII Ogólnopolski Festiwal Teatrów Lalek w Opolu, 1985
- nagroda Prezesa Rady Ministrów za realizacje spektaklu Szewczyk Dratewka w Teatrze Lalek w Opolu, 1985
- Nagroda Artystyczna Młodych im. Stanisława Wyspiańskiego, 1986
- odznaka Zasłużony Działacz Kultury, 1987
- nagroda za spektakl O Kasi co gąski zgubiła w Teatrze Lalki i Aktora w Opolu – XIII Ogólnopolski Festiwal Teatrów Lalek, 1987
- nagroda Wojewody Łódzkiego, 1998
- wyróżnienie za spektakl Odlot 2 Teatru Ognia i Papieru – Międzynarodowy Festiwal Teatrów Lalkowych w Pecs (Węgry), 1998
- nagroda Marszałka Województwa Łódzkiego, 1999
- II nagroda (nagroda publiczności) za spektakl Tygrys Pietrek Teatru Groteska w Krakowie – Festiwal Warszawski Pałac Teatralny w Teatrze Lalka w Warszawie, 2002
- nagroda publiczności za spektakl Tymoteusz Rym-Cim-Ci w wykonaniu Teatru Lalek Rabcio z Rabki – Festiwal Teatrów dla Dzieci w Krakowie – Nowohuckie Centrum Kultury, 2003
- nagroda Prezydenta Miasta Łodzi, 2003
- wyróżnienie za spektakl Wieża autorskiego Teatru Ognia i Papieru – IV Międzynarodowy Festiwal Solistów Lalkarzy w Łodzi, 2005
- nagroda za wzruszającą interpretację spektaklu Baśń o dobrym Kopciuszku i złych siostrach w wykonaniu Teatru Groteska z Krakowa – I Festiwal Klasyki Baśniowej O Złotego Krasnala w Tarnowie, 2007
- nagroda specjalna za spektakl Odlot 2 – Międzynarodowy Festiwal Teatrów Lalkowych, Banja-Luka, Bośnia i Hercegowina, 2007
- Srebrny Medal „Zasłużony Kulturze Gloria Artis”, 2008[1]
- Nagroda Henryk za wybitne osiągnięcia artystyczne w dziedzinie teatru lalek, 2013[2]